# Edwin V. Sumner
Edwin Vose Sumner (Boston, 1797. január 30. – Syracuse, 1863. március 21.) az Amerikai Egyesült Államok hivatásos katonatisztje volt. Szolgált a Black Hawk háborúban, a wisconsini indián törzsek elleni hadműveletekben. A mexikói–amerikai háborúban két tiszteletbeli és egy tényleges előléptetést kapott. Az amerikai polgárháborúban ő volt az Unió első tábornoka. Első megbízatása Kaliforniába szólította, ahol át kellett vennie a Pacifikus hivatal vezetését Albert S. Johnstontól. A hosszú út miatt Sumner kimaradt az 1861-es év harcaiból. 1862 március 8-án Lincoln előléptette hadtestparancsnoknak, Irvin McDowell mögött Sumner kapta a II. hadtest irányítását. A II. hadtest élén Sumner részt vett a Virginia-félszigeti hadjáratban, a Hétnapos csatában és a Maryland hadjáratban. 1862. novemberében Lincoln leváltotta George B. McClellan vezérőrnagyot a Potomac hadsereg éléről és Ambrose Burnside vezérőrnagyot tette a helyére. Burnside létrehozta a nagy hadosztályok szervezeti egységét. Sumner lett a jobbszárnyi nagy hadosztály vezetője. Az Unió szempontjából katasztrofális vereséget eredményező Fredericksburgi csata után Burnside is távozott és a rangban Sumner alatt álló Joseph Hookert nevezték ki parancsnoknak. Sumner lemondott és csalódottan távozott a Potomac hadseregtől és a hadügy rendelkezési állományába került. 1863. március 21-én váratlanul lázas megbetegedésben meghalt.

## Ifjú évei és karrierje
Sumner Bostonban született, Massachusetts államban. Apja Elisha Sumner, édesanyja Nancy Vose Sumner volt. Iskolába a Milton Akadémián járt Miltonban. Másodunokatestvére volt Charles Sumner a későbbi abolicionista szenátor, és távolabbi rokona Increase Sumner politikus, valamint annak fia, a történész William H. Sumner.
1819-ben a kereskedőéletből kiábrándulva a new york állambeli Troyban belépett az Egyesült Államok hadseregébe hadnagyi rangban. A tipikus hivatásos tiszti karrierrel szemben tehát Sumner sosem járt a West Point katonai akadémiára, és ezzel lényegében kívülállónak számított. Sumner katonai kinevezését Samuel Appleton Storrow őrnagynak köszönhette, aki katonai bíró volt Jacob J. Brown vezérőrnagy, vezénylő tábornok törzsében szolgálva az Északi hivatalnál. Storrow Bostonból ismerte tanítványát, Sumnert, és régi ismeretségük nyomán Sumner később egyik fiának, a Storrow középső nevet adományozta hálából. 1819. március 3-án Sumner beosztás kapott a 2. US gyalogságezredbe, hadnagyi rangban. Az alakulat az Ontario-tó partján épült falucskában, a New York állambeli Sackets Harborban állomásozott. Sumner főleg toborzó- és adminisztrációs munkát végzett a Michigan állambeli Fort Mackinacben, Bostonban és a sackets harbori Madison Barracksban. Majdnem hat évi szolgálat után, 1825. január 25-én lett főhadnaggyá előléptetve.

## Házassága és határvidéki szolgálata
Sumner Sackets Harborban ismerte meg a helyi Hannah Wickersham Fostert, a függetlenségi háborúban részt vevő tiszt lányát. 1822. március 31-én a Pennsylvania állambeli Eire-ben megházasodtak a következő negyven évre. Hat közös gyermekük született: Nancy, Margaret Foster, Sarah Montgomery, Mary Heron, Edwin Vose Jr., és Samuel Storrow Sumner. Samuel szintén tábornoki rangig vitte, küzdve a spanyol–amerikai háborúban, a Bokszerlázadásban és a Filippinó-amerikai háborúban. Sumner lánya, Mary Heron szíve választottja Armistead L. Long lett. Long a szecesszió idején a Amerikai Konföderációs Államok oldalát választotta, ahol szintén tábornoki rangig vitte és sokáig szolgált Robert E. Lee tábornagy törzskarában.
1832. április 6-án kitört a háború a Black Hawk (Fekete Sólyom) névre hallgató hadifőnöknek engedelmeskedő indián törzsekkel. Sumnert áthelyezték, Illinois államba és ekkoriban ismerkedett meg olyan vezető személyiségekkel, mint Zachary Taylor, Winfield Scott és William S. Harney. Indiánok elleni hadműveletet nem látott Sumner, de jól érezte meg, hogy az elkövetkező éveket a határvidéki konfliktus fogja dominálni és ennek elsődleges rendezője a lovasság. Ezért Sumner elkezdett behatóbban foglalkozni a lovassági harc taktikai vonatkozásaival és 1833-ban az újonnan megalakított 1. dragonyosezred B századának vezetését kapta meg. 1833. március 4-én századossá lett előléptetve. Az elkövetkező években Sumner felváltva indiánellenes hadjáratokban vett részt és toborzóúton járt az Atlanti partokon. 1838-ban a pennsylvaniai Carlisle Barracksban berendezett lovassági központ parancsnoka lett. 1842-ben Iowa territóriumára rendelték, Fort Atkinsonba, ahol 1845-ig ő volt az erőd parancsnoka.

## Mexikó
1846. június 30-án, nem sokkal a mexikói–amerikai háború kitörése után a előléptették a hivatásos hadsereg őrnagyának és a 2. dragonyosezredben kapott beosztást. 1847-ben Winfield Scott expedíciós hadseregébe kapott beosztást és április 17-én, a Cerro Gordói ütközet után az önkéntes hadsereg tiszteletbeli alezredesévé léptették elő. A küzdelem alatt egy mexikói lövedék fejen találta, de lepattant koponyájáról, s ezért a Bikafejű becenevet aggasztották rá. A Contrerasi ütközetben és Churubuscói ütközetben Sumner a tartalékerőket vezette. 1847. szeptember 8-án a Molino del Rey-i ütközet után bátor magaviseletéért előléptették az önkéntes hadsereg tiszteletbeli ezredesévé. 1848. július 23-án az 1. dragonyosezredben kapott beosztást, a hivatásos hadsereg alezredesi rangjában.
1851-től 1853-ig Sumner vezette Új-Mexikó territórium kormányzóságát. 1855. március 3-án előléptették a hivatásos hadsereg ezredesévé. A rangot az 1. US lovasezred kötelékében töltötte be. 1856-ban Sumner Fort Leavenworth erődjének parancsnoka volt és ebbél minőségében szerepet játszott a Kansas territóriumon kibontakozó hatalmi harcban. 1857-ben az 1. lovasezred parancsnokaként büntetőexpedíciót vezetett a sájenek ellen, és rákövetkező évben a Nyugati hivatalt vezette. 1861. január 7-én Sumner írt Abraham Lincolnnak, a következő terminusra már megválasztott, de még be nem iktatott elnöknek, hogy mindig hordjon magánál fegyvert. Winfield Scott vezérőrnagy Sumnert osztotta be az elnök mellé, hogy az Illinois állambeli Springfieldből Washington D.C.-be kísérje a március 4-én tartott beiktatáshoz.

## A polgárháborúban

### Hivatásos tisztből az önkéntes hadsereg tisztje lesz

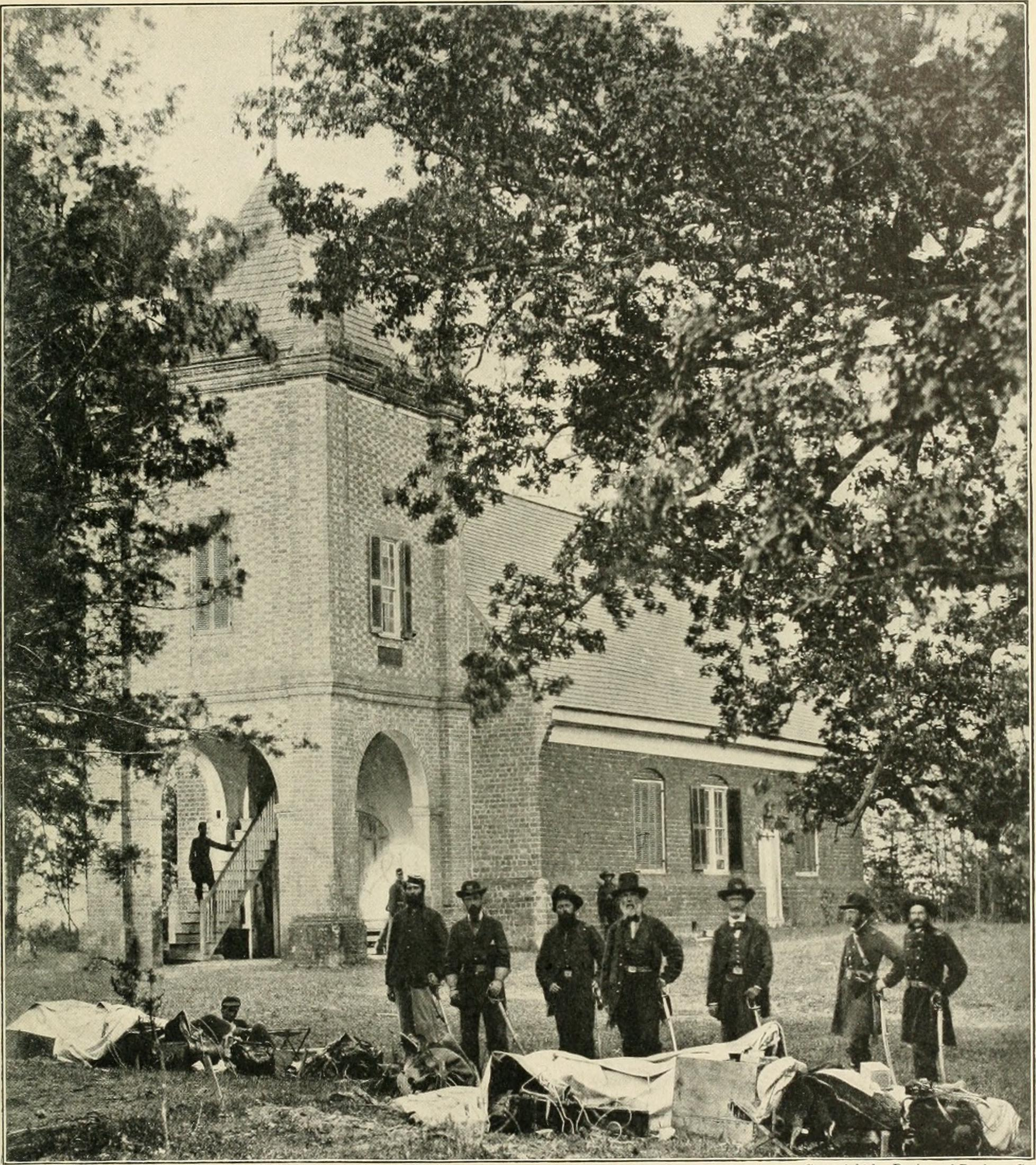
Edwin Vose Sumner és törzskara 1861-1862 között

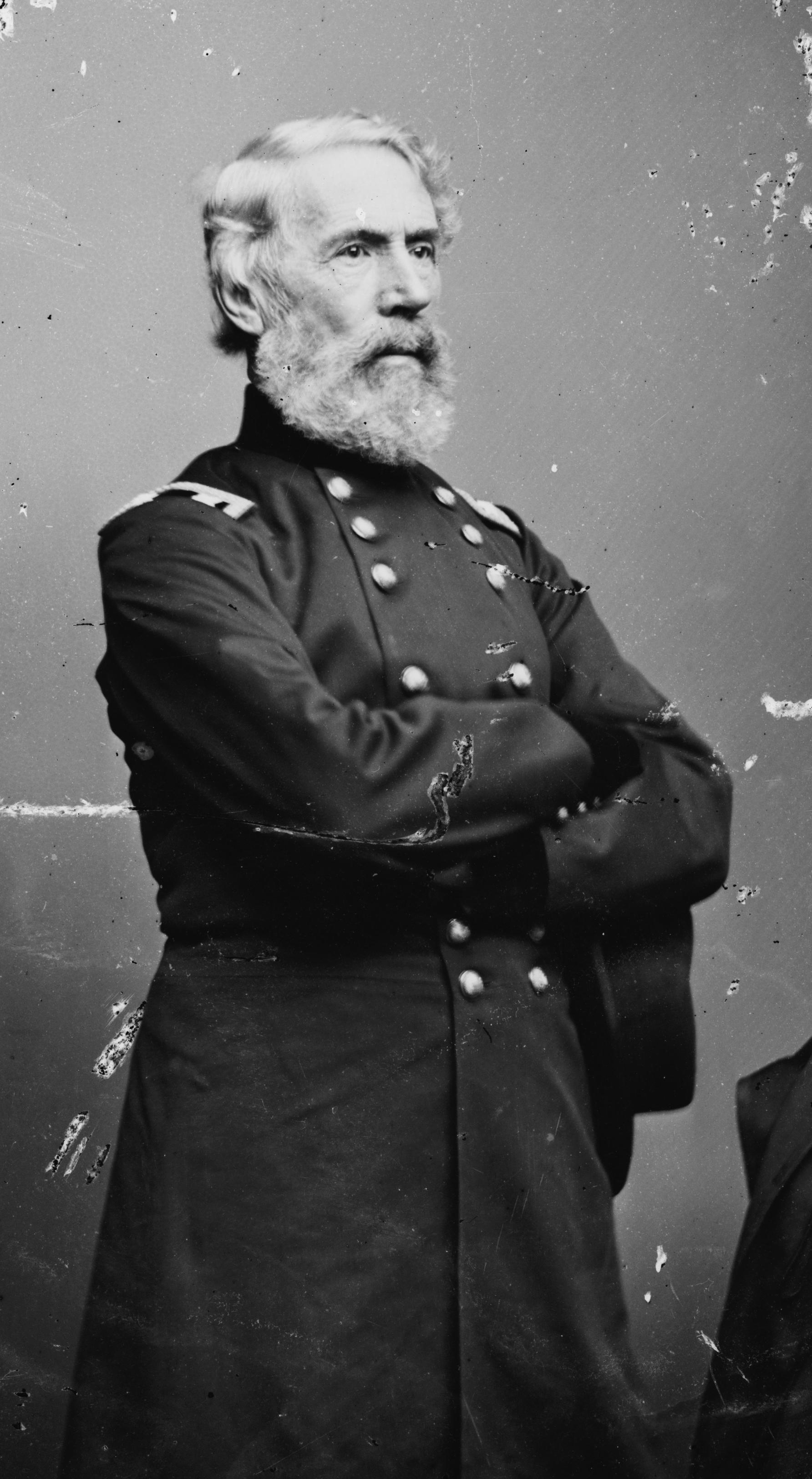
Mathew Brady, vagy Levin C. Handy által készített kép Sumnerről

1861 februárjában David E. Twiggs dandártábornokot James Buchanan leköszönő elnök elbocsátotta a hadseregtől, mivel a parancsnoksága alatt levő erőket átadta a Konföderáció számára. 1861. március 12-én Lincoln Sumnert nevezte ki a helyére a Texasi hivatal vezetésére. Április 16-án Sumnert előléptették a hivatásos hadsereg dandártábornokának és a kinevezést visszadatálták március 16-ra. Ekkor dandártábornokból mindössze három volt, William S. Harney, John Wool és jómaga. Az addigi harmadik dandártábornok, Joseph E. Johnston, a hadsereg főhadiszállásmestere 1861. április 22-én beadta a leszerelési kérelmét és csatlakozott a Konföderációs hadsereghet. Sumner volt tehát az első uniós tábornok, akit a szecessziós krízis alatt léptettek elő. A texasi hivatal elfoglalása ekkortájt nem jöhetett szóba, így Sumnert a Pacifikus hivatalban lemondott Albert Sidney Johnston felváltására küldték Kaliforniába. Sumner hosszú utazásra indult Kaliforniába, eközben veje, Armistead L. Long szintén leszerelt és meggyőződését követve a Konföderáció formálódó hadseregéhez csatlakozott.
1861 novemberében Sumner visszatért a keleti hadszíntérre hadosztályparancsnoknak. George B. McClellan vezérőrnagy, az új vezénylő tábornok a Bull Run-i vesztes csata után kapta meg az irányítást. 1862 februárjában még ott tartott, hogy 15 hadosztályt irányít egymaga és nem nevez ki hadtestparancsnokokat. A vele elégedetlen Lincoln elnök átnyúlt a feje fölött és rendeletileg megalkotta a Potomac hadseregben a hadtestszervezetet és az öt rangidős tábornokot jelölte ki vezetőjüknek. Az első hadtestet, mint a Potomac hadsereg korábbi parancsnoka Irvin McDowell kapta, a másodikat Sumner. Sumner ekkor már 64 éves volt és a legöregebb tábornok a Potomac hadseregben, aki soha nem tanult intézményszerűen hadvezetést. Ilyen idősen már ritka volt az a tábornok, aki elég életerősnek érezte magát hogy terepen szolgáljon. 1862 áprilisában McClellan kihajózta csapatait, melyek hamarosan bevetésre kerültek a Virginia-félszigeti hadjáratban.

### Az aktív hadműveletek időszaka

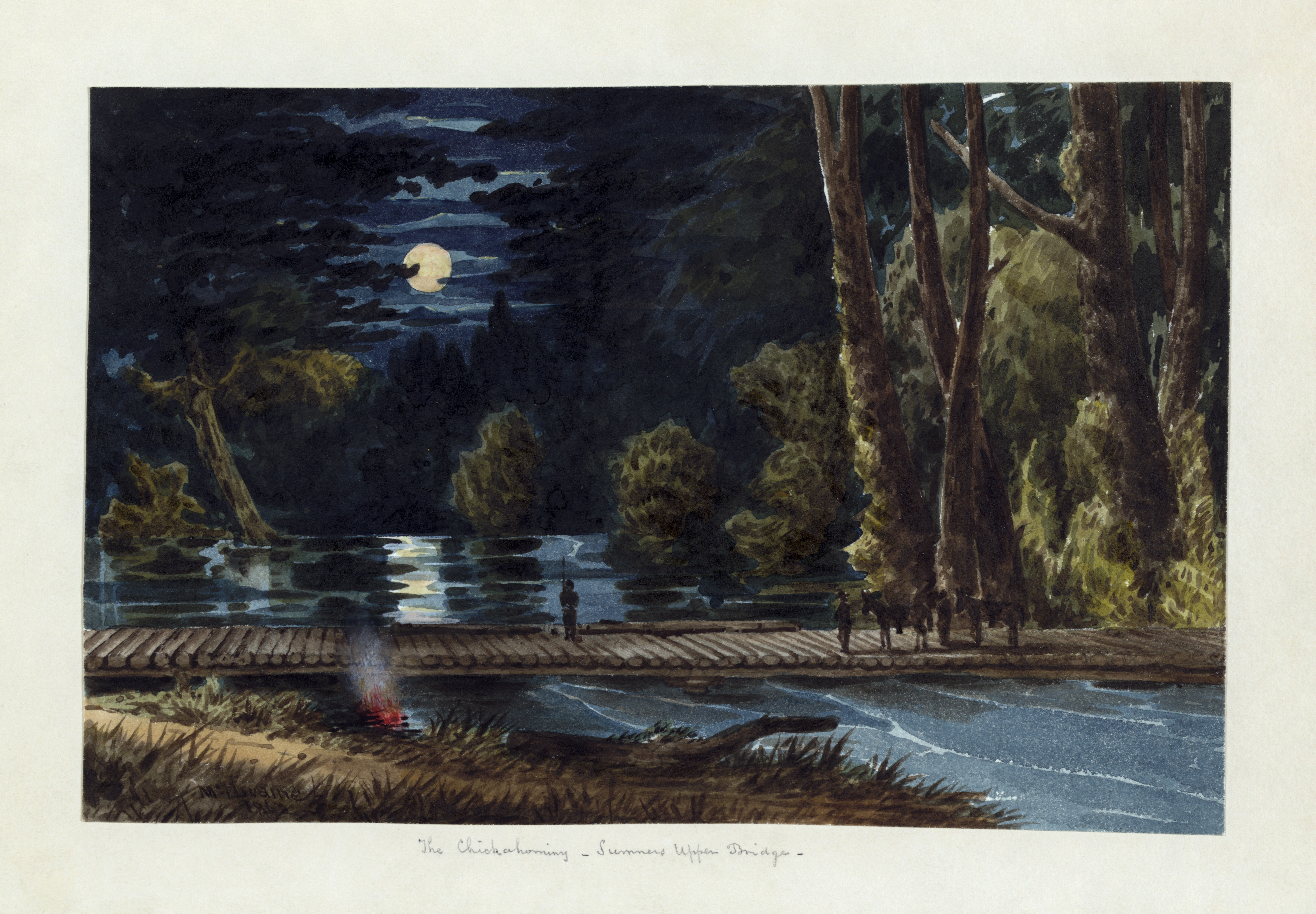
A Chickahominy folyó – Sumner felső hídja: 1862-es akvarell, William McIlvaine alkotása

McClellan első benyomása Sumnerről meglehetősen rossz volt a Williamsburgi ütközetet követően. 1862. május 5-én, McClellan távollétében Sumner a helyzetet túlóvatoskodva irányította az Uniós hadsereg mozdulatait és nem tudta megakadályozni a konföderációs visszavonulást a félsziget nyugati részére. McClellan azt írta feleségének küldött levelében: „Sumner még nagyobb kóklernek bizonyult mint eddig gondoltam és kis híján vereségbe szaladtunk bele.” A Seven Pines-i csatában ellenben Sumner kezdeményezőkészségének volt köszönhető, hogy hadtestéből erősítéseket kezdtek küldeni a veszélyesen megáradt Chickahominy-folyó túlpartján harcoló uniós hadtestnek, amely így ki tudta védeni a rá leselkedő katasztrófát. A Seven Pinesnál mutatott kiváló előmenetel miatt Sumner a hivatásos hadseregben tiszteletbeli vezérőrnagyi rangra való előléptetést kapott. A Hétnapos csata hadjáratában a Glendale-i csatában Sumner karját puskagolyó találta el, de szerencséjére a lövedék már erejét vesztette. Kicsit idejét múlta fegyelmi és parancsnoknak adott tisztelet körüli nézetei ellenére a II. hadtest katonái általában pozitív benyomást szereztek Sumnerről és kedvelték őt. Ennek megfelelően 1862. július 4-én Sumnert előléptették az önkéntes hadsereg vezérőrnagyává és ennek érvényét visszadátumozták május 5-ére, a Williamsburgi ütközet idejére.

### Antietam
1862 őszén az Antietami csatában Sumner hadteste a centrumban harcolt. Az uniós jobbszárny hajnali küzdelmeit követően a délelőtt folyamán Sumner támadásba küldte John Sedgwick hadosztályát a West Woods nevű erdős liget ellen. A támadás szörnyű mészárlásba torkollott, amikor a konföderációs erők három oldalról tüzet nyitottak az oszlopban masírozó hadosztály ellen. Segdwick egysége 2200 fő veszteséggel visszatértek oda, ahonnan elindultak. Sumnert a legtöbb történész elítélte az elhamarkodott támadás kivitelezéséért. Szemére vetették más hadtestparancsnokokkal való kommunikáció hiányát; hogy Sedgwick hadosztályát kísérve másik hadosztályával elvesztette a kapcsolatot, és hogy elmulasztotta az alapos felderítést, mielőtt egy szokatlan csatarendbe sorolva embereit olyan helyre vezette, ahol a konföderációs ellentámadás nagyon hatásosan az oldalába került. Marion V. Armstrong Jr. történész viszont azon a véleményen van, hogy Sumner igenis elvégezte az alapos felderítést és hogy a rendelkezésére álló adatok alapján hozta meg a támadási döntést, a jövő ismeretére pedig nem támaszkodhatott.
Sumner másik két hadosztálya visszaszorította a gyenge déli védelmet, de Sumner maga sokkot kapott a Sedgwicket érő katasztrófától és más heves uniós veszteségektől. William B. Franklin vezérőrnagy támadást javasolt a saját VI. hadtestével, de felettese, Sumner utasítására visszatartotta az erejét. McClellan osztotta Sumner véleményét, így a VI. hadtest támadása elmaradt.

### Fredericksburg
1862 októberében McClellan írt a hadügyminisztériumnak egy levelet, amely arra kérte a minisztert, hogy mentse fel Sumnert a szolgálat alól, mert előrehaladott életkora és egészsége miatt kétes, hogy túlélne még egy hadjáratot. A kezdeményezésből nem lett semmi, mivel nem sokkal később McClellent magát mentették fel. Helyére Ambrose Burnside vezérőrnagy került, aki a Potomac hadsereg szervezetét három nagy hadosztályra tagolta, melyek szárnyakként funkcionáltak. A Jobbszárnyi nagy hadosztály vezetését Sumner kapta, a II. hadtest vezetése Darius N. Couch vezérőrnagyra szállt. A Fredericksburgi csatában a II. hadtest Couch vezetése alatt 1862. december 13-án átkelt a Rappahannockon fektetett pontonhidakon és felsorakozott a déli oldalon. Másnap Burnside támadást vezényelt a balszárnyon William B. Franklin vezérőrnagy nagy hadosztályának, amit Hooker és Sumner elterelő támadása kellett volna fedezzen. Franklin a parancs megszövegezéséből pontosan a terv fordítottját olvasta ki és nem indított, csak mérsékelt támadásokat, viszont a déliek lekötése céljából arctámadásokat hajtottak követelt a II. és IX. hadtest katonáitól, valamint Hooker parancsnoksága alatt álló III. hadtesttől. A II. és III. hadtest erői kimerültek a Marye's Heights nevű magaslaton kiépített konföderációs állások elleni súlyos veszteségeket jelentő támadásokban. A katonák dandáronként mászták meg a magaslatot és a megerősített kőfal fedezékéből tüzelő déliek egyenként verték szét őket. 
A mészárlás másnap folytatódott volna Burnside szándékai szerint. Sumner eddig a támadás következetes szorgalmazója volt, ekkor azonban Burnside főhadiszállására látogatott és azt mondta: „Tábornok, remélem tartózkodni fog a támadás megismétlésétől; nem tudok olyan tábornokról, aki támogatná az ötletet és azt hiszem, hogy katasztrofális lenne a hadseregünkre nézve.” Burnside erre elhalasztotta a támadást és összehívta a hadosztályok, hadtestek és a nagy hadosztályok parancsnokait tanácskozásra. A tanács egyhangúlag a támadás ellen voksolt, ami eldöntötte a kérdést.

### Tartalékállomány és halál

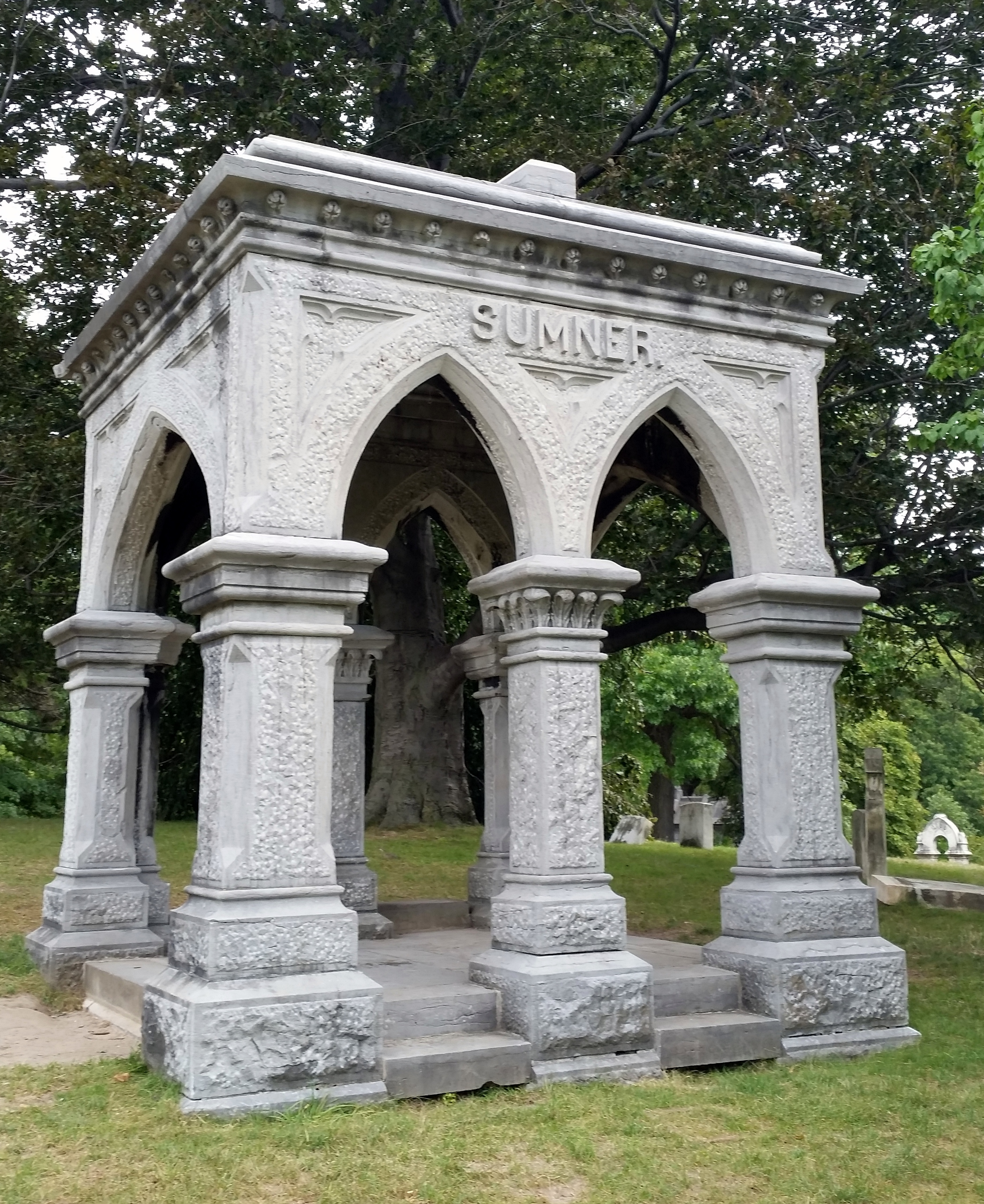
Edwin V. Sumner vezérőrnagy és Hannah F. Sumner emléktáblája és végső nyughelye az Oakwood Cemetery-ben, Syracuse városában, New York államban.

Nem sokkal ezután Joseph Hooker vezérőrnagy lett Burnside utóda a Potomac hadsereg élén, kinevezését 1863. január 26-én kapta meg. Sumnert rangidős volt Hookerrel szemben és ezáltal Sumner eddig az elöljárója volt, de most hogy parancsnokának nevezték ki, felmentését kérte. A hadügyi tartalékállományból nemsokára a Missouri hivatal élére helyezte, ahová tavasszal kellett kiutaznia. Sumner addig is elment lányát meglátogatni a New York állambeli Syracuse-ba, ahol megbetegedett és lázzal ágynak esett. 1863. március 31-én halt meg és a syracuse-i Oakwood Cemeteryben van eltemetve.
Két fia, Edwin Vose Sumner, Jr. dandártábornok és Samuel S. Sumner vezérőrnagy mindketten szolgáltak a polgárháborúban és a Spanyol–amerikai háborúban.

## Fordítás
- Ez a szócikk részben vagy egészben  az   Edwin Vose Sumner című angol Wikipédia-szócikk ezen változatának fordításán alapul.  Az eredeti cikk szerkesztőit annak laptörténete sorolja fel. Ez a jelzés csupán a megfogalmazás eredetét és a szerzői jogokat jelzi, nem szolgál a cikkben szereplő információk forrásmegjelöléseként.